# Sonamukhi
Sonamukhi è una suddivisione dell'India, classificata come municipality, di 27.348 abitanti, situata nel distretto di Bankura, nello stato federato del Bengala Occidentale. In base al numero di abitanti la città rientra nella classe III (da 20.000 a 49.999 persone).

## Geografia fisica
La città è situata a 23° 18' 0 N e 87° 25' 0 E e ha un'altitudine di 65 m s.l.m..

## Società

### Evoluzione demografica
Al censimento del 2001 la popolazione di Sonamukhi assommava a 27.348 persone, delle quali 14.013 maschi e 13.335 femmine. I bambini di età inferiore o uguale ai sei anni assommavano a 2.804, dei quali 1.467 maschi e 1.337 femmine. Infine, coloro che erano in grado di saper almeno leggere e scrivere erano 19.486, dei quali 10.923 maschi e 8.563 femmine.